# Список тварин Нової Зеландії, що вимерли в голоцені
Це неповний перелік тварин Нової Зеландії, що вимерли в епоху голоцену (почалася 11 700 років тому і триває досі).

## Ссавці
Кажани — єдині сухопутні ссавці, які населяли Нову Зеландію до появи людей.
| Українська назва | Наукова назва     | Дата вимирання | Поширення     | Зображення |
| ---------------- | ----------------- | -------------- | ------------- | ---------- |
|                  | Mystacina robusta | 1965           | Нова Зеландія |            |

## Птахи

### Вимерли після європейської колонізації у 19 столітті
| Українська назва         | Наукова назва             | Дата вимирання | Поширення         | Зображення                    |
| ------------------------ | ------------------------- | -------------- | ----------------- | ----------------------------- |
|                          | Thinornis rossi           | 1840           | Окледські острови | Auckland Islands Shore plover |
| Гонець чагарниковий      | Xenicus longipes          | 1972           | Нова Зеландія     | Bush wren                     |
| Макомако чатемський      | Anthornis melanocephala   | 1906           | Чатем             | Chatham bellbird              |
| Матата чатамська         | Poodytes rufescens        | 1895           | Чатем             | Chatham fernbird              |
|                          | Eudyptes warhami          | 1872?          | Чатем             |                               |
| Пастушок чатамський      | Cabalus modestus          | 1900           | Чатем             | Chatham Islands rail          |
|                          | Pachyornis australis      | 1850s          | Південний острів  | --                            |
|                          | Gallirallus dieffenbachii | 1872           | Чатем             | --                            |
|                          | Chenonetta finschi        | 1870           | Нова Зеландія     | --                            |
| Пастушок маорійський     | Diaphorapteryx hawkinsi   | кін. 19 ст.    | Чатем             | --                            |
| Гуйя різнодзьоба         | Heteralocha acutirostris  | 28 грудня 1907 | Нова Зеландія     | Huia                          |
| Сова новозеландська      | Sceloglaux albifacies     | 5 липня 1914   | Нова Зеландія     | Laughing owl                  |
| Гонець південний         | Traversia lyalli          | 1894           | Нова Зеландія     |                               |
| Шпак-малюк маукейський   | Aplonis mavornata         | 1774           | о-ви Кука         | --                            |
| Бугайчик новозеландський | Ixobrychus novaezelandiae | 1890s          | Нова Зеландія     | New Zealand little bittern    |
| Крех оклендський         | Mergus australis          | 9 січня1902    | Окленд            | Auckland Islands merganser    |
|                          | Coturnix novaezelandiae   | 1875           | Нова Зеландія     | New Zealand quail             |
| Піопіо північний         | Turnagra tanagra          | 1955           | Північний острів  | North Island piopio (front)   |
| Баранець новозеландський | Coenocorypha barrierensis | 1870           | Північний острів  | North Island snipe            |
| Такахе північний         | Porphyrio mantelli        | 1894?          | Північний острів  | --                            |
| Піопіо південний         | Turnagra capensis         | 1963           | Південний острів  | South Island piopio (rear)    |
| Баранець маорійський     | Coenocorypha iredalei     | 1960-ті        | Південний острів  | --                            |

### Вимерли після прибуттямаорі
| Українська назва  | Наукова назва                                | Дата вимирання | Поширення                | Зображення                 |
| ----------------- | -------------------------------------------- | -------------- | ------------------------ | -------------------------- |
| Апторніс          | Aptornis defossor та Aptornis otidiformis    | 16 століття    | Нова Зеландія            | Adzebill                   |
|                   | Anomalopteryx didiformis                     | 15 століття    | Нова Зеландія            | Bush moa                   |
|                   | Pachyanas chathamica                         | 17 століття    | Чатем                    | --                         |
|                   | Corvus moriorum                              |                | Чатем                    | --                         |
| Моа широкодзьобий | Euryapteryx curtus                           | 16 століття    | Нова Зеландія            | Coastal moa                |
|                   | Emeus crassus                                | 16 століття    | Південний острів         | Eastern moa                |
|                   | Circus eylesi                                | 1777           | Нова Зеландія            | --                         |
| Орел Хааста       | Hieraaetus moorei                            | 16 століття    | Південний острів         | Haast's eagle (Upper Left) |
|                   | Pachyornis elephantopus                      | 16 століття    | Південний острів         | Heavy-footed moa           |
|                   | Gallinula hodgenorum                         | 16 століття    | Нова Зеландія            | --                         |
|                   | Dendroscansor decurvirostris                 | 14 століття    | Південний острів         | --                         |
|                   | Cnemiornis calcitrans та Cnemiornis gracilis | 16 століття    | Нова Зеландія            | Cnemiornis calcitrans      |
|                   | Aegotheles novaezealandiae                   | 13 століття    | Нова Зеландія            | --                         |
|                   | Corvus antipodum                             | 16 століття    | Нова Зеландія            | --                         |
|                   | Biziura delautouri                           | 16 століття    | Нова Зеландія            | --                         |
|                   | Cygnus sumnerensis                           | 16 століття    | Південний острів і Чатем | --                         |
|                   | Malacorhynchus scarletti                     | 16 століття    | Нова Зеландія            | --                         |
|                   | Puffinus spelaeus                            | 13 століття    | Південний острів         | --                         |
|                   | Capellirallus karamu                         | 13 століття    | Північний острів         | --                         |
|                   | Pachyplichas yaldwyni                        |                | Чатем                    |                            |
| Моа південний     | Megalapteryx didinus                         | 16 століття    | Південний острів         | Upland moa                 |
|                   | Megadyptes waitaha                           | 14 століття    | Нова Зеландія            | --                         |

## Плазуни
- Hoplodactylus delcourti 1870, Нова Зеландія
- Oligosoma gracilicorpus, 1955, Нова Зеландія (Північний острів)
- Oligosoma northlandi, (пізній голоцен), Нова Зеландія

## Земноводні
- Leiopelma auroraensis
- Leiopelma markhami
- Leiopelma waitomoensis

## Риби
| Українська назва | Наукова назва            | Дата вимирання | Поширення     | Зображення |
| ---------------- | ------------------------ | -------------- | ------------- | ---------- |
|                  | Prototroctes oxyrhynchus | 1930-ті роки   | Нова Зеландія |            |

## Кільчасті черви
- Tokea orthostichon[2][3] 1861, Нова Зеландія (Окленд).

## Комахи
- Mecodema punctellum 1931, Нова Зеландія (острови Стівен)

## Молюски

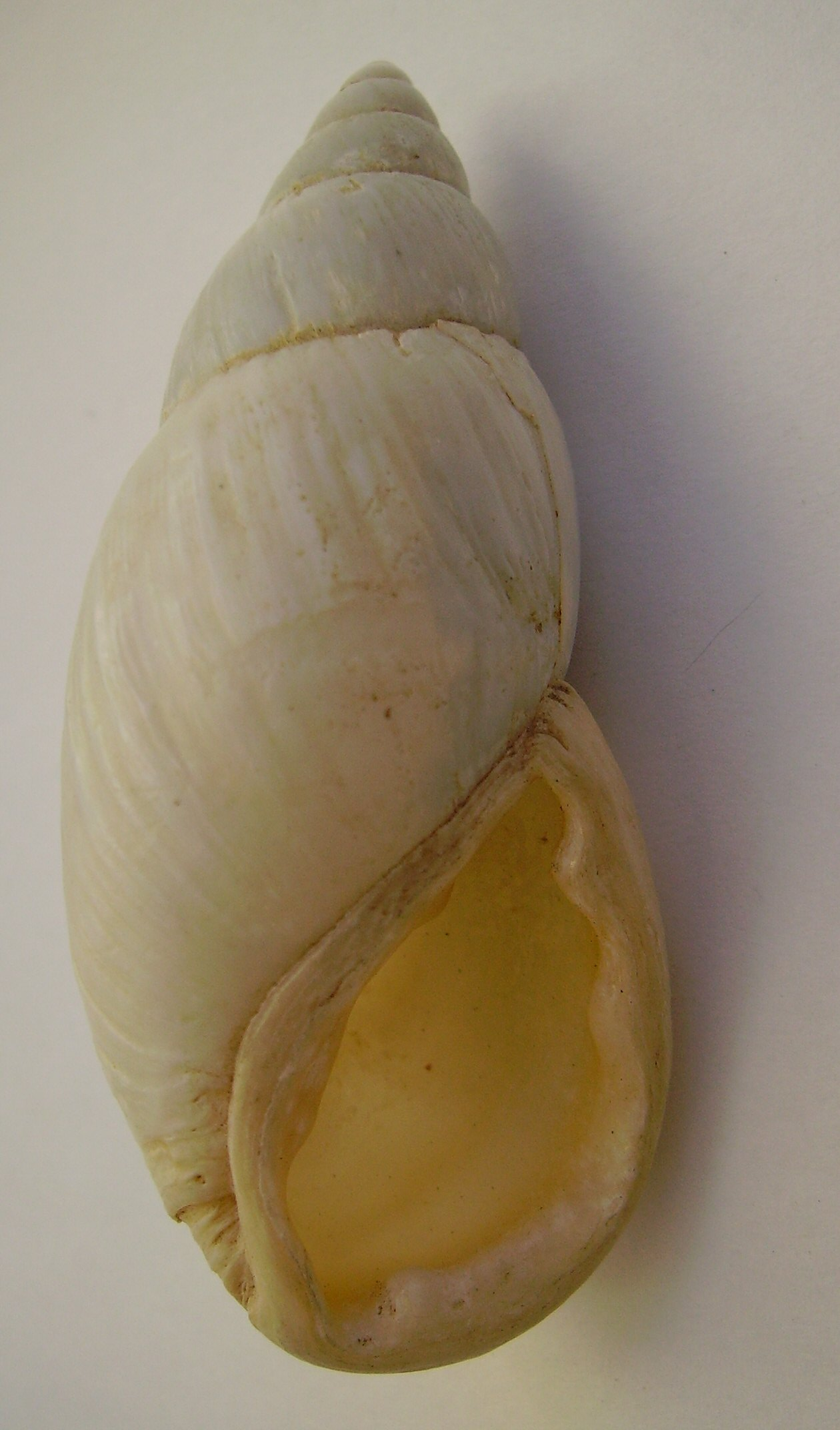

- Placostylus ambagiosus gardneri
- Placostylus ambagiosus hinemoa
- Placostylus ambagiosus lesleyae
- Placostylus ambagiosus priscus
- Placostylus ambagiosus spiritus
- Placostylus ambagiosus worthyi